# Schizostachyum khoonmengii
Schizostachyum khoonmengii är en gräsart som beskrevs av Soejatmi Dransfield. Schizostachyum khoonmengii ingår i släktet Schizostachyum och familjen gräs. Inga underarter finns listade i Catalogue of Life.